# Johan de Cangas
Johan de Cangas, o in un anacronistico galiziano moderno Xohan de Cangas (fl. XIII secolo), è stato uno jograr  (menestrello) o un trovatore non nobile, probabilmente attivo durante il XIII secolo.

## Vita e opere
Sembra essere stato originario di - o associato con - Cangas de Morrazo, una piccola cittadina nella provincia di Pontevedra, Galizia (Spagna). Della sua opera sopravvivono solo tre canzoni. Tutt'e tre sono cantigas de amigo e in ognuna la ragazza menziona un sito religioso (ermida) a San Momede do Mar. Tali riferimenti al mare potrebbero essere simbolici (in merito alla sessualità) o reali (considerata la geografia), facendo guadagnare a questo poeta la designazione di "cantore del mare". Nel primo testo, una ragazza chiede a sua madre il permesso di andare a vedere il suo ragazzo a San Momede do Mar; nel secondo lei informa sua madre che il ragazzo non è venuto all'appuntamento e pensa di averlo sicuramente perduto; nel terzo lei chiede al suo ragazzo di incontrarsi là (nella cappella di San Momede do Mar) e rinnovare la parola data.
Come succede per la maggior parte degli jograes, niente è dato per certo in merito alla sua vita, sebbene la conservazione di tre delle sue cantigas suggerisca che egli fosse attivo nelle corti dei nobili locali. Il luogo delle composizioni del poeta secondo la tradizione manoscritta, l'uso di un toponimo (Cangas) invece del cognome e la forma e retorica delle sue canzoni, tutto sembra confermare il suo status di jograr (menestrello).
Nei due manoscritti (del Cancioneiro da Vaticana e del Cancioneiro da Biblioteca Nacional), il suo nome è scritto Johan (l'equivalente del moderno galiziano Xoán e del portoghese João). Johan de Cangas non aveva attirato quasi nessuna attenzione critica fino al 1998, quando gli venne dedicato il Día das Letras Galegas ("giorno della letteratura galiziana"), insieme a due altri "cantori del mare", Martín Códax e Mendinho.

## Unacantiga de amigodi Johan de Cangas
ite a San Momede e lì mi vedrete.

Bada a non mancar di parola, amico!

Poiché qui niente a me potete dire,

venite con me dove c'è da gioire.

Bada a non mancar di parola, amico!

Sarò con voi a San Momede del mare

in cappella, se Dio là mi fa andare.

Bada a non mancar di parola, amico!»
(Johan de Cangas, Amigo, se mi gran ben queredes)